# Shyheim
Shyheim Dionel Franklin (ur. 14 listopada 1979) – amerykański raper oraz aktor, znany pod pseudonimem artystycznym Shyheim. Początkowo sławę zdobył jako nastolatek wydając swój debiutancki album AKA the Rugged Child w 1994 roku w wieku 14 lat. Będąc kuzynem innego rapera Ghostface Killah, Shyheim przez większość kariery powiązany był z amerykańskim kolektywem Wu-Tang Clan, nagrywając z takimi raperami jak Method Man czy Raekwon.
Będąc nastolatkiem Shyheim był często nazywany jedną z największych nadziei hip-hopu, a media często określały go terminem „cudowne dziecko”. Amerykański raper Jay-Z w swoich wspomnieniach Decoded napisał, że w młodości „podziwiał” Shyheima i jego styl.
W styczniu 2014 roku, raper oddał się w ręce policji, gdy groziło mu aresztowanie za ucieczkę z miejsca wypadku, gdzie zginęła jedna osoba. 24 sierpnia 2014 roku Shyheim został skazany na 14 lat więzienia po tym jak przyznał się do nieumyślnego spowodowania śmierci drugiego stopnia. Więzienie opuścił 6 stycznia 2020 roku po odbyciu pięcioletniego wyroku.

## Dyskografia
Albumy
- AKA the Rugged Child (1994)
- The Lost Generation (1996)
- Manchild (1999)
- The Greatest Story Never Told (2004)
- Disrespectfully Speaking (2009)